# Franco Brienza
Franco Brienza, né le 19 mars 1979 à Cantù dans la province de Côme en Lombardie, est un footballeur international italien qui évolue au poste de milieu offensif.

## Biographie

### Carrière en club
Franco Brienza joue principalement en faveur de l'US Palerme, de la Reggina Calcio, et de l'AC Sienne.
Il dispute un total de 290 matchs en Serie A, inscrivant 42 buts, et 193 matchs en Serie B, marquant 37 buts.
Il participe à la Coupe de l'UEFA avec l'équipe de Palerme (quinze matchs, quatre buts). Il atteint les huitièmes de finale de cette compétition en 2006. Malgré un but inscrit lors du match aller, il ne peut empêcher l’élimination de son club par l'équipe allemande de Schalke 04.

### Carrière internationale
Franco Brienza reçoit sa première sélection avec l'équipe d'Italie alors qu'il joue à l'US Palerme, le 8 juin 2005, à l'occasion d'un match amical contre la Serbie-et-Monténégro à Toronto (1-1). Il joue son second et dernier match en équipe nationale trois jours plus tard, contre l'Équateur (score : 1-1).

## Palmarès
- Avec l'US Palerme :
  - Champion de Serie C (Groupe B) en 2001.